# Stefan Hell
Stefan Walter Hell, romunsko-nemški fizik, podjetnik in akademik banatsko-švabskega rodu, nobelovec, * 23. december 1962, Arad, Romunija.
Znan je po svojem delu na področju mikroskopije. Z iznajdbo načina, kako ločiti ločljivost od valovne dolžine uporabljene svetlobe – t. i. superločljivostne optične mikroskopije, je napravil ključen preboj v optični mikroskopiji. Za ta dosežek je leta 2014 skupaj z Ericom Betzigom in Williamom Moernerjem prejel Nobelovo nagrado za kemijo. Deluje kot direktor inštitutov Maxa Plancka za večdisciplinarne in za medicinske raziskave.

## Življenjepis
Rodil se je v Aradu na zahodu Romunije v banatsko-švabski družini in odraščal v bližnjem kraju Sântana, kjer je obiskoval osnovno šolo, nad naravoslovjem pa se je navdušil v srednji šoli v Temišvaru. Leta 1978, ko je bil v drugem letniku, je z družino emigriral v Zahodno Nemčijo. Naselili so se v Ludwigshafnu.
Po maturi na eni tamkajšnjih srednjih šol je vpisal študij fizike na Univerzi v Heidelbergu, kjer je leta 1987 diplomiral in leta 1990 še doktoriral. Podoktorsko usposabljanje je opravil v Evropskem laboratoriju za molekularno biologijo (EMBL) v Heidelbergu, nato pa odšel kot raziskovalec na Univerzo v Turkuju na Finskem. V Nemčijo se je vrnil leta 1997 in postal vodja skupine na Inštitutu Maxa Plancka za biofizikalno kemijo (zdaj Inštitut Maxa Plancka za večdisciplinarne raziskave), kjer je bil pet let kasneje imenovan za direktorja, med leti 2003 in 2017 pa je vodil tudi raziskovalno skupino na Nemškem centru za raziskave raka. Ima tudi položaj častnega profesorja na univerzah v Heidelbergu in v Göttingenu.

## Delo
Po lastnih besedah ga je že od začetka kariere zanimalo, ali je možno zaobiti Abbejev postulat, da je ločljivost optičnega mikroskopa omejena z difrakcijo v odvisnosti od valovne dolžine uporabljene svetlobe. Na Univerzi v Turkuju je s kolegi razvil fluorescentni mikroskop s stimuliranim izčrpavanjem emisij (stimulated emission depletion, STED), ki vzbuja fluorescirajoče molekule v vzorcu z dvema laserjema hkrati: en laser vzbuja tiste v žariščni točki, drugi pa z dodatnim vzbujanjem v obliki prstana okrog nje povzroči rdeči premik izsevanih fotonov, ki so zato za detektor nevidni. Žariščna točka je zaradi difrakcije na robovih drugega laserja, ki ugasne normalno fluorescenco, manjša. Računalniško podprt mikroskop na ta način preskenira celotno površino vzorca in sestavi sliko območij, kjer je prisotna fluorescentna snov. Fluorescentna mikroskopija je močno razširjena v biologiji, kjer znanstveniki z genetskim inženirstvom ali drugimi pristopi povzročajo izražanje fluorescirajočih molekul v preučevanih celičnih strukturah. Hell in sodelavci so leta 2000 zgradili delujoč mikroskop STED in z njimi posneli celice bakterij ter kvasovk z ločljivostjo 100 nm. Že prototip je tako povečal ločljivost za dvakrat.
Kasneje je vodil razvoj nadgradnje, mikroskopije z minimalnimi fluorescentnimi tokovi fotonov (minimal photon fluxes, MINFLUX), s katero so dosegli nanometrsko ločljivost v treh dimenzijah, torej velikostni razred molekul.
Za komercializacijo svojih iznajdb je ustanovil dve podjetji, Abberior Instruments, ki proizvaja mikroskope, in Abberior-Labels za proizvodnjo fluorescentnih barvil.

## Priznanja
Ob prvih prebojih je po lastnih besedah naletel na veliko skepticizma, ki pa je kmalu potihnil. Na račun dosežkov je v zgodnjih 2000. letih prejel več strokovnih priznanj na področju fizike in inovatorstva. Leta 2014 sta nato sledili še Kavlijeva nagrada za nanoznanosti in Nobelova nagrada za kemijo. Slednjo si je razdelil z ameriškima raziskovalcema Ericom Betzigom in Williamom Moernerjem, ki sta neodvisno od njega razvila superločljivostni fluorescentni mikroskop z drugačno zasnovo.
Hell je bil poleg tega imenovan za častnega člana Romunske akademije (2012) in nosilca nemškega civilnega reda Pour le Mérite (2016). Sedem univerz mu je podelilo častne doktorate.